# Odeon Records
Odeon Records — лейбл звукозапису, створений 1903 року Максом Штраусом, Генріхом Цунцом та Отто Гайнеманном з компанії звукозапису International Talking Machine Company в Берліні, Німеччина. Лейбл названо на честь знаменитого паризького театру, класичний фасад якого став емблемою лейблу.

## Історія
Партнери Макс Штраус, Генріх Цунц та Отто Гайнеманн купили засновану 1897 року компанію Карла Ліндстрема. Вони перетворили підприємство Ліндстрема на публічну компанію Carl Lindström AG і придбали 1903 року компанію звукозапису Fonotipia Records, включно з фабрикою Odeon International Talking Machine Company.
International Talking Machine Company зареєструвала лейбл Odeon в Німеччині 1903 року і тоді ж подала заявку на реєстрацію лейбла у США. 1904 року Odeon розпочав випуск перших двосторонніх грамофонних платівок. 1909 року лейбл відтворив перший запис великої оркестрової роботи і випустив комплект з 4 платівок «Лускунчика» Чайковського у виконанні Лондонського Палас Оркестра під керівництвом Германна Фінка.
Важливу роль у становленні Odeon, як могутньої міжнародної компанії, зіграв Карл Ліндстрем, колишній володар маленької фірми, яку поглинула International Talking Machine. Йому належать винаходи та розробка нових технологій виробництва. У липні 1911 Карл Ліндстрем отримав контрольний пакет акцій International Talking Machine і почав посилено її розширювати шляхом придбання безлічі дрібних європейських виробників. Невдовзі, окрім Odeon та Fonotipia, компанія Carl Lindström AG володіла також лейблами Beka Records, Parlophone, Lyrophon, Homophon та ін. 1920 року музичним директором Carl Lindström AG став уродженець Києва, скрипаль Дайос Бела, діяльності якого компанія завдячує тисячами класичних оркестрових записів, випущених у Європі та Америці. 1926 року Carl Lindström AG була придбана англійською компанією Columbia Graphophone. 1931 року Columbia об'єдналася з Electrola, HMV та іншими лейблами сформувавши EMI.
Берлінський завод Odeon записував, обробляв і експортував записи до багатьох країн. Для деяких з цих країн або регіонів існували великі національні каталоги: Греція, Скандинавія, Індія, Аравія, Нідерланди, Естонія, Португалія, Південна і Центральна Америка, Румунія, Туреччина, Угорщина, Китай, Голландська Ост-Індія, Сіам, Балкани тощо. У 1920-1930-х роках німецький Odeon експортував близько 70 % своєї продукції. Дистриб'юцію окремих записів Odeon в Сполучених Штатах здійснювала OKeh Records.
1936 року директор берлінського Odeon був змушений піти у відставку, звільнивши місце для члена нацистської партії. 1936 року Odeon та Electrola повністю перейшли під контроль нацистської адміністрації. Під час Другої світової війни фабрика Odeon в Берліні-Кройцберзі була повністю знищена авіацією США в лютому 1945 року. Після Другої світової війни у Західній Німеччині під лейблом Odeon було перевидано багато передвоєнних записів, а також записи поточної німецької та світової музики.
Після 1945 року лейбл Odeon використовувався у Великій Британії для продукції, що експортувалась до Африки. В Іспанії, Аргентині та Бразилії лейбл існував як дочірня компанія EMI до середини 1990-х років, коли остаточно зник із закінченням епохи вінілових платівок.
Більшість офіційних релізів Beatles, з'явилися з лейблом Odeon у Західній Німеччині, Японії, Іспанії, Скандинавії, Південній Америці та Франції, деякі з яких повільно визнавали Apple Records до 1971 року (або Parlophone), а згодом знов повернулися до Odeon.

## Odeon в Бразилії
1900 року піонер бразильського звукозапису, чеський єврей та натуралізований американець Фредеріко Фігнер зареєстрував у Ріо-де-Жанейро фірму Casa Edison, яка продавала фонографи Едісона та записи. В задній кімнаті контори він обладнав місце для звукозапису. Наступним кроком Фігнер у вересні 1901 року уклав угоду з генеральним директором німецької International Zonofone Company Фредеріком Прескоттом про утворення філії Zonofone в Бразилії з правами на ексклюзивне представництво. Того ж року на виконання угоди до Бразилії надіслали технічного спеціаліста і устаткування для записи семи- та десятидюймових платівок. Схема роботи передбачала, що воскові звукозаписи зроблені в Ріо-де-Жанейро надсилали до Німеччини, в Гановері виготовляли мідні матриці і штампували платівки, які поверталися для продажу в Бразилію.
В жовтні 1902 року Zonofone Company стала частиною International Talking Machine. Винаходи і передові технології, що застосовувала нова компанія, дозволили значно підвищити якість платівок. Зареєстрований International Talking Machine 1903 року лейбл Odeon згодом відіграв значну роль в історії бразильської популярної музики. Частковий спад виробництва і закриття фабрик у Німеччині напередодні та під час Першої світової війни, сприяв інвестиціям в південноамериканський ринок. Директор International Talking Machine-Odeon Еміль Рінк запропонував Фредеріку Фінгеру очолити інноваційний проект з будівництва фабрики Odeon у Ріо-де-Жанейро. У квітні 1912 року сторони досягли згоди, будівництво і монтаж устаткування відбувалися швидкими темпами і вже у грудні того ж року Фінгер звітував про створення першого в Бразилії альбому.
В середині 1950-х років художнім директором бразильської Odeon став Алоїзіу ді Олівейра, а Том Жобім — музичним директором.
За сприяння ді Олівейра в 1956—1959 роках лейбл дав поштовх розвитку MPB, записав і поширив десятки нових імен та пісень. 1959 року Odeon випустив альбом Жуана Жілберту Chega de Saudade — перший альбом жанру босанова.
Серед виконавців, записаних та виданих Odeon в Бразилії: Сільвія Теллес, Жуан Жілберту, Елза Суарес, Дорівал Кайммі, Антоніу Карлус Жобін, Фернанду Мендес, Луїс Бонфа, Еду Лобу та інші.
Лейбл зберігся в Бразилії як дочірня компанія EMI-Odeon до середини 1990-х років.